# Ipecaetá
Ipecaetá is een gemeente in de Braziliaanse deelstaat Bahia. De gemeente telt 15.888 inwoners (schatting 2009).